# Noctis Lucis Caelum
Noctis Lucis Caelum (ノクティス・ルシス・チェラム, Nokutisu Rushisu Cheramu), apelidado de Noct (ノクト, Nokuto), é um personagem ficcional da série de jogos eletrônicos Final Fantasy. Ele é o protagonista de Final Fantasy XV, originalmente um spin-off intitulado Final Fantasy Versus XIII. Noctis é o príncipe herdeiro do Reino de Lucis, com ele e seus três melhores amigos partindo em uma jornada para libertar seu país e seu cristal mágico das mãos do Império de Niflheim.
Noctis foi criado e co-desenhado por Tetsuya Nomura, com revisões posteriores sendo feitas por Yusuke Naora. Nomura criou o personagem como um tipo de protagonista diferente daqueles presentes na franquia Final Fantasy anteriormente. Ele também queria que sua personalidade fosse única, focando-se principalmente no realismo e em elementos um pouco mais sombrios. As roupas de Noctis foram desenhadas por Hiromu Takahara, principal estilista da marca japonesa Roen. Suas roupas foram criadas para serem assimétricas, espelhando o estilo característico da Roen, e que refletissem os temas e atmosfera do jogo.
Além de aparecer em Final Fantasy XV e em suas mídias associadas, Noctis também fez aparições em diversos produtos relacionados a Final Fantasy e em alguns fora da franquia. Desde sua primeira aparição ele foi comparado a outros personagens da série. Noctis foi bem recebido por críticos e jornalistas depois da estreia do jogo e de suas mídias adicionais, que elogiaram seu desenvolvimento no decorrer da história, contrastando-o com outros protagonistas de Final Fantasy.

## Aparições

### Final Fantasy XV
Noctis é o único filho de Regis Lucis Caelum CXIII, o rei do Reino de Lucis; a dinastia Caelum é guardiã do Cristal, um artefato mágico conectado às divindades do mundo de Eos. Quando tinha cinco anos, foi escolhido pelo Cristal como o "Rei Verdadeiro", aquele que irá expurgar a Praga das Estrelas, um cataclismo que absorve a luz e permite que monstros conhecidos como Demônios vaguem livres. Noctis foi atacado aos oito anos de idade por um demônio e enviado ao Reino de Tenebrae a fim de se recuperar, onde conheceu e ficou amigo da princesa Lunafreya Nox Fleuret. Entretanto, ele e Regis foram forçados a fugir do país depois do Império de Niflheim atacar Tenebrae. Na época dos eventos de Final Fantasy XV, toda Lucis foi tomada por Niflheim com exceção da capital Insomnia, com Regis concordando em um acordo de paz. Como parte do tratado, Noctis deverá se casar com Lunafreya, com ele partindo para a cidade de Altissia para se encontrar com ela. Niflheim ataca Insomnia pouco depois, toma o Cristal e mata Regis. Noctis, junto com seus companheiros e melhores amigos Gladiolus, Prompto e Ignis, entram em uma jornada para retomar o Cristal e derrotar Niflheim.
A fim de cumprir seu dever, Noctis reúne as Armas Reais pertencentes aos antigos reis de Lucis. Ele também consegue a ajuda dos Astrais Ramuh e Titã, dois dos seres divinos que concederam o Cristal à dinastia Caelum. Além deles, Noctis é auxiliado por Lunafreya e sua atendente Gentiana, e até mesmo por Ardyn Izunia, o chanceler de Niflheim. Ardyn posteriormente revela ser na verdade Ardyn Lucis Caelum, um antigo curandeiro e rei de Lucis que ficou imortal pela Praga das Estrelas e agora deseja destruir o Cristal e a dinastia Caelum. Noctis consegue finalmente alcançar Altissia, onde Lunafreya acorda o Astral Leviatã, porém Niflheim ataca a cidade e Ardyn fere Lunafreya mortalmente. Ela reúne suas últimas forças e ajuda Noctis a subjugar Leviatã, lhe entregando antes de morrer o Anel dos Lucii, um artefato que concede acesso à magia do Cristal. Noctis segue junto com seus companheiros para Gralea, a capital de Niflheim, porém fica atormentado pela perda de Lunafreya e pelas provocações de Ardyn.
Eles chegam em Gralea e descobrem que toda a população se transformou em demônios. Noctis é absorvido pelo Cristal e encontra o Astral Bahamut, que lhe conta que o poder do Cristal e das Armas Reais podem banir a escuridão do mundo, porém o preço para isso é a vida de Noctis. Ele deixa o Cristal dez anos depois e descobre que o mundo inteiro foi tomado pela escuridão. Noctis se reencontra com seus amigos e viaja para Insomnia, onde enfrenta o Astral Ifrit e em seguida derrota Ardyn. Ele então cumpre seu papel de Rei Verdadeiro, sacrificando-se para acabar com a Praga das Estrelas ao convocar os espíritos dos reis de Lucis do passado a fim de acabar de uma vez por todas com o espírito de Ardyn. Nas cenas pós-credito, Noctis revela para seus amigos seus verdadeiros sentimentos antes da batalha final e se reencontra com Lunafreya no pós-vida.

### Outras mídias

Noctis em Brotherhood: Final Fantasy XV.

Noctis é um dos personagens principais de Brotherhood: Final Fantasy XV, uma minissérie de anime que segue sua jornada e a de seus três companheiros antes dos eventos do jogo. O primeiro e o último episódios são centrados nele, em que descobre sobre a queda de Lucis e enfrenta um demônio que quase o matou quando era criança. Inicialmente indefeso, Noctis junta força a partir de seus amigos e suas memórias de seu pai para poder matar a criatura. O personagem também aparece brevemente no filme Kingsglaive: Final Fantasy XV como uma criança usando uma cadeira de rodas. Um boneco seu da Play Arts Kai também foi criado. Noctis também já apareceu em outros jogos fora do universo de XV: ele esteve incluído em uma colaboração com Puzzle & Dragons, apareceu em Itadaki Street: Dragon Quest and Final Fantasy 30th Anniversary e é um dos personagens jogáveis do jogo de luta Dissidia Final Fantasy NT. Noctis também é o personagem principal da adaptação em quadrinhos da história de XV. Fora de Final Fantasy, ele apareceu como um personagem de conteúdo para download em Tekken 7.

## Criação

Noctis no primeiro trailer de Final Fantasy Versus XIII, mostrando seu visual temporário.

Noctis Lucis Caelum foi criado e desenhado por Tetsuya Nomura, o primeiro diretor de Final Fantasy XV, originalmente um spin-off da série Final Fantasy chamado de Final Fantasy Versus XIII. Nomura não queria que o personagem parecesse forte, querendo em vez disso comunicar o lado sombrio da história, algo que causou algumas dificuldades com a equipe. Seu nome completo se traduz do latim como "Luz do Céu Noturno"; seu apelido Noct se traduz como "da Noite". O nome de Noctis originalmente não seria baseado no céu ou no clima, como foi o caso de personagens anteriores criados por Nomura. Depois de Lightning, a protagonista de Final Fantasy XIII, ter recebido seu nome baseado no clima, Nomura deu a Noctis seu nome final. Este nome também era uma referência a Sora, o protagonista da série Kingdom Hearts, já que tanto Sora quanto Caelum significam "céu" em seus respectivos idiomas, com Nomura considerando Noctis seu "filho" mais recente. A aparência adulta do personagem foi desenhada pelo co-diretor de arte Yusuke Naora. A equipe inspirou-se em fotos de veteranos de guerra e de atores na hora de desenvolver o rosto de Noctis com o objetivo de adicionar detalhes diferentes que ajudariam o personagem parecer mais maduro. Eles também pensaram as características de Noctis para que fossem semelhantes as de Regis, refletindo o tema do jogo de relação entre pai e filho.
Depois de Versus XIII ter se transformado em XV, ter mudado de plataforma e diretores, Nomura trabalhou junto com o novo diretor Hajime Tabata a fim de garantir que Noctis permanecesse o mais inalterado possível no produto final. Alterações e ajustes feitos ao modelo do personagem foram supervisionados por Naora. O principal objetivo era que Noctis parecesse mais realista: a textura da sua pele foi aprimorada enquanto sutilezas foram adicionadas na sua representação e no efeito de diferentes luzes, além da implementação de elementos como pequenas marcas de nascimento e manchas de pele. Um dos maiores objetivos era manter a mesma impressão do personagem ao mesmo tempo que ajustes e aprimoramentos eram feitos, pois os fãs já tinham um conceito de quem o personagem era. Os efeitos de sombra de seu cabelo precisaram ser ajustados após a mudança de plataformas para que não deixassem seu rosto muito escuro. Seu penteado tinha a intenção de passar duas impressões ao jogador: de frente era ordenado, enquanto de trás parecia selvagem. A equipe trabalhou com cabeleireiros profissionais para criar um penteado em uma peruca de manequim, tudo isso com a intenção que os movimentos de seu cabelo fossem realistas; depois disso, a peruca foi digitalizada para o motor de jogo para ser renderizada em tempo real.
Suas roupas foram desenhadas por Hiromu Takahara, o principal estilista da marca Roen. A principal inspiração de Takahara foi "negro como azeviche", que tinha a intenção de exemplificar e representar a atmosfera do jogo. Além disso, ele desenhou as roupas seguindo o mesmo padrão assimétrico das linhas da Roen. O figurino de Noctis foi desenhado para ter o visual de alguém que foi para um bar da alta sociedade. Um conjunto real das roupas foi criado pela Roen e deixado nos seus escritórios para servir de referência para os desenvolvedores; isto se deu devido experiências passadas de Nomura quando lhe foi perguntado repetidas vezes pela equipe de gráficos quais eram os materiais que as roupas eram feitas. Um aspecto de seu desenho central para a história era o anel que Noctis usa na mão direita, enquanto a luva na sua mão esquerda era simplesmente por "motivos de desenho". O figurino do personagem quando o jogo foi revelado pela primeira vez era temporário até ser visual final ser criado. Ele foi baseado no roteiro do jogo para causar uma maior impressão visual no trailer. Takahara também desenhou o terno que Noctis usaria durante a seção de abertura do jogo original. Todos os desenhos da Roen, incluindo o terno, foram mantidos quando Versus XIII se transformou em XV pois a equipe achou que seria errado removê-los.
Uma grande diferença de Noctis em relação a outros protagonistas de RPGs japoneses é o fato do personagem envelhecer no decorrer da história de XV. Apesar de temores sobre como isso seria recebido pelos fãs, a equipe do jogo decidiu ir em frente com essa mudança. Tabata comentou que esse elemento era "importante para comunicar o desenvolvimento [do grupo]" e também que os desenvolvedores desejavam expressar isso "de um modo apenas possível com a atual geração de consoles".

## Características
Noctis originalmente seria um dos quatro personagens jogáveis de Versus XIII, porém com a mudança para XV ele ficou como o único personagem jogável. Também é o único capaz de usar os monstros convocáveis, um elemento recorrente da franquia Final Fantasy. Noctis possui a habilidade de conjurar diversas armas, tanto uma de cada vez quanto todas juntas; seu ataque especial "Arminger" lhe permite conjurar armas cristalinas chamadas de "Armas Reais". Na história, esses poderes são passados através da linhagem real de Lucis. Noctis, durante os estágios iniciais de desenvolvimento, também seria o único personagem no mundo de jogo capaz de usar magia. A equipe acabou decidindo que isso não funcionaria do ponto de vista da jogabilidade, assim trabalharam em um modo de fazer os companheiros de Noctis compartilharem de suas habilidades mágicas. Os olhos do personagem mudam do natural azul para vermelho em certos pontos da história e jogabilidade; este elemento estava presente desde Versus XIII.

### Personalidade
Nomura não queria que Noctis tivesse uma personalidade como a de Cloud Strife ou Squall Leonhart, respectivamente os protagonistas de Final Fantasy VII e VIII, definindo este tipo de personalidade como "um menininho quieto e sorumbático". Em vez disso, Nomura desejava criar um tipo realista de personagem nunca antes visto em um jogo da série Final Fantasy. Enquanto protagonistas anteriores da série não tinham personalidades fortes com o objetivo de não interferirem na empatia do jogador, Nomura queria que Noctis tivesse "uma abundância de idiossincrasia", que seria um dos modos que o personagem deixaria uma impressão no jogador. O diretor também queria que ele tivesse peculiaridades e realizasse ações que fossem tanto heroicas quanto vilanescas, criando de certa forma uma espécie de anti-herói. Nomura achou que essas qualidades encaixariam-se muito bem nos temas do jogo. Noctis é naturalmente tímido e esconde isso por baixo de um exterior frio, porém seus melhores amigos conseguem penetrar isso. Uma cena importante que demonstrava essa personalidade em Versus XIII era seu primeiro encontro com Stella Nox Fleuret, a heroína original do jogo.
Tabata comentou que os maneirismos frios e exterior reservado do personagem vinham de sua infância solitária, além do medo de perder aqueles que lhe eram próximos. Suas palavras e ações parte do temor de desapontar aqueles ao ser redor, fazendo com que trabalhe para cumprir as expectativas e trazer felicidade para as pessoas como resultado. Tabata também comparou as personalidades de Noctis e Lunafreya, dizendo que o primeiro era o mais fraco dos dois, afirmando que é ele que precisa de proteção e não ela. Uma parte importante da narrativa é a transição de Noctis de príncipe para rei. Segundo a roteirista Saori Itamuro, o personagem enfrenta seu futuro como rei com tanto temor quanto aceitação, já que foi criado para esperar tal evento. Partes de sua história também influenciaram aspectos sua aparência.

### Dubladores
Noctis foi dublado em japonês por Tatsuhisa Suzuki quando adulto e por Miyuki Sato quando criança. Suzuki foi escalado em 2009, sete anos antes do lançamento e quando o projeto ainda era Versus XIII. O ator comentou que quando começou a dublar Noctis o personagem era mais introvertido, falando de maneira áspera e mostrando pouca simpatia por pessoas além de seu círculo imediato. Noctis ficou extrovertido e emocional quando o jogo mudou para XV, com Suzuki trabalhando junto com a equipe para poder criar uma nova persona para o personagem. O ator gravou suas falas junto com o resto do elenco principal para o jogo final. Suzuki modelou sua performance a partir dos maneirismos de palco do cantor Kurt Cobain. Apesar de não ter trabalhado no título continuamente devido às muitas "viradas" no desenvolvimento, ele ficou pensando no personagem constantemente para que fosse fácil representá-lo quando chegasse a hora de fazer a dublagem. Suzuki também comentou que algumas das gravações que fez para Versus XIII sobreviveram e foram incorporadas em XV. Já quando dublou Noctis em Brotherhood, o ator, que tinha conseguido criar uma boa relação com seus colegas de elenco, conversou com eles sobre como alterarem suas interpretações para que se encaixassem no novo formato.
Noctis foi dublado em inglês por Ray Chase quando adulto e por Hyrum Hansen quando criança. Dan Inoue, diretor da localização em inglês, teve sua interpretação do personagem influenciada pelas visões de Suzuki. Chase foi instruído a criar uma performance que ressoaria bem com o público ocidental, em vez de criar uma versão inglesa da interpretação japonesa, com a exceção de algumas cenas específicas. Isto fez com que a versão em inglês de Noctis ficasse diferente da original japonesa. Caso Inoue ou sua co-diretora Keythe Farley achassem que havia algo errado, eles chamariam o ator para regravar suas falas. O personagem foi o primeiro grande papel de Chase em um jogo eletrônico e ele inicialmente ficou chocado quando soube que fora escolhido. Gravações em grupo deixaram de ocorrer pela necessidade de encaixar as falas em inglês precisamente com o tempo das interpretações japonesas. Apenas a cena de abertura, quando o grupo parte em sua jornada, foi gravada com os atores juntos. A parte mais emocional para Chase foi a despedida final de Noctis para seus amigos durante a cena pós-créditos, que para o ator simbolizava uma despedida para a equipe de localização.
Dublagem inglesa foi incluída no demo Final Fantasy XV: Episode Duscae, porém foi feita com um cronograma muito pequeno. Tabata percebeu durante a checagem final que a performance de Chase estava errada para o personagem, um sentimento refletido nas opiniões dos jogadores após o lançamento do demo.  A performance foi mantida em Episode Duscae porque já era muito tarde para regravar tudo. Tabata comentou que a interpretação original fez Noctis soar muito velho, comparando-o ao Batman. A dublagem foi refeita depois disso com o objetivo de demonstrar a juventude e charme do personagem, além de seu "senso de tédio". Os desenvolvedores consideraram escolher um novo ator para interpretar Noctis a partir das opiniões sobre o demo, porém Chase trabalhou junto com a equipe de localização para poder encontrar uma nova voz para o personagem. Ele fez uma fita demo interpretando várias falas de jeitos diferentes, com Tabata ouvindo e escolhendo aquela que achou que se encaixava melhor.

## Recepção
Falando sobre Noctis antes do lançamento de XV, Todd Ciolek da Anime News Network disse que o personagem era "seu garoto padrão de anime impetuoso em comportamento". Daniella Lucas da GamesRadar o comparou com Squall Leonhart baseado em sua atitude rebelde já que ele "vive por suas próprias regras" em contraste com o rígido código de conduta estabelecido por seus supervisores reais. Similarmente, Michelle Nguyen da Geek.com inicialmente percebeu semelhanças físicas e mentais entre Noctis e Sasuke Uchiha, o personagem anti-herói e antissocial de Naruto. Entretanto, ela achou que Noctis era mais gentil, porém tinha um fardo mais pesado que lhe fazia parecer frio. Nguyen também elogiou como ele ficou amigo dos outros personagens. Em uma prévia do demo Episode Duscae, Alexa Ray Corriea da GameSpot elogiou as interações entre Noctis e seus companheiros, citando-as como um exemplo do profundo amor platônico existente entre os quatro.
David Roberts da GamesRadar gostou de Noctis em Brotherhood pelo modo como ele desenvolve sua amizade com seus três melhores amigos.  Andrew Webster do The Verge comentou que apesar do personagem parecer clichê, o modo como Noctis tornou-se amigo de Prompto, Gladiolus e Ignis em Brotherhood lhe fazia querer jogar XV para ver como a amizade se desenvolveria. Meghan Sullivan da IGN gostou das interações do personagem com seus companheiros, salientando no primeiro episódio como era cômico Noctis tirar partes do seu hambúrguer e seus amigos discutirem se tinham o mimado; a mesma cena do hambúrguer foi descrita por Roberts como algo "absolutamente adorável". Similarmente, Chris Carter da Destructoid ficou interessado em Noctis e seus amigos a partir do trabalho de estabelecimento realizado em Brotherhood.
Após o lançamento do jogo, Dustin Bailey da Anime News Network elogiou as interações entre Noctis e seus amigos, comentando que sua personalidade foi bem construída, deixando "simpático e cativante". Carter teve opiniões similares, comparando Noctis e seus aliados com o elenco de Final Fantasy VI. Entretanto, ele achou que o motivo mágico para os superpoderes de Noctis atrapalhavam um pouco da realidade do resto do jogo. Philip Kollar da Polygon também gostou da simpatia de Noctis, muito elogiando o arco do personagem, especialmente seu final. Andrew Reiner da Game Informer chamou Noctis de "um grande líder" e também "um personagem interessante e conflituoso, dividido entre seus deveres para com seu reino e o desejo por uma vida diferente". Por outro lado, Peter Brown da GameSpot sentiu que faltava maior desenvolvimento para o protagonista para que os jogadores se importassem com sua história. Enquanto Jonathan Leack da Game Revolution afirmou que Noctis não era alguém interessante.
A inclusão de Noctis em outros jogos separados do universo de XV também gerou comentários. Sobre sua aparição em Tekken 7, Brendan Caldwell da Rock, Paper, Shotgun achou que sua inclusão encaixava-se dado às habilidades de Noctis e do resto do elenco do jogo. David Limb da Engadget não achou que o personagem se encaixava no jogo, opinião compartilhada por Eddie Makuch da GameSpot e Brian Ashcraft da Kotaku. Sam Prell da GamesRadar afirmou que "não há justificativa lógica" para Noctis aparecer em Tekken 7, porém comentou que os fãs poderiam gostar, brincando que a única similaridade entre ele e os outros personagens do jogo era o penteado. Já sobre sua participação em Dissidia Final Fantasy NT, Martin Robinson da Eurogamer escreveu que "é impossível contra-argumentar" que Noctis era um bom personagem para um jogo de luta. Kevin Dunsmore da Hardcore Gamer achou que Dissidia tinha capturado bem a personalidade de Noctis, afirmando que era divertido vê-lo interagir com outros personagens clássicos da franquia como Squall ou o Guerreiro da Luz do primeiro Final Fantasy.